# Cyrtodactylus russelli
Cyrtodactylus russelli là một loài thằn lằn trong họ Gekkonidae. Loài này được Bauer mô tả khoa học đầu tiên năm 2003.